# Change the World – Best Practice Prize
Der Change the World – Best Practice Prize wurde zwischen 2002 und 2004 vom Club of Budapest an jeweils vier Projekte verliehen, die sich für einen nachhaltigen ökologischen Wandel, eine effektive Überwindung der weltweiten Armut und einen Wandel zu einer Kultur globalverantwortlichen Handelns in allen Bereichen der Gesellschaft einsetzen.
2003 wurde der Planetary Consciousness Prize nicht verliehen, um ein fünftes Projekt, Menschen für Menschen (Karlheinz Böhm), auszeichnen zu können.
| Jahr | Projekt                                            | Land                | Preisträger                        |
| ---- | -------------------------------------------------- | ------------------- | ---------------------------------- |
| 2002 | Women’s Empowerment Program                        | Nepal               | Marcia Odell                       |
| 2002 | Entwicklungsschulen FUNDAEC                        | Kolumbien           | Gustavo Correa                     |
| 2002 | Recyclingschule Reciclar-T3                        | Brasilien           | Aguida Zanol                       |
| 2002 | Int. Child Assistance – Frank Foundation           | USA/Russland        |                                    |
| 2003 | Menschen für Menschen                              | Äthiopien           | Almaz und Karlheinz Böhm           |
| 2003 | Fashion for Development                            | Bangladesh          | Bibi Russell                       |
| 2003 | International Network for Environmental Management | international       | Georg Winter                       |
| 2003 | POEMA                                              | Brasilien           | Matthias Kleinert und Gerd Rathgeb |
| 2003 | Kulturprojekt Mariposa                             | Spanien (Teneriffa) | Helga und Hans-Jürgen Müller       |
| 2004 | Gemeinsam für Afrika                               | Deutschland         |                                    |
| 2004 | Pan y Arte                                         | Nicaragua           | Dietmar Schönherr                  |
| 2004 | Andheri-Hilfe                                      | Bangladesh          | Rosi Gollmann                      |
| 2004 | Solidarity in Partnership                          | Haiti               | Peter Hesse                        |